# Sophronitis coccinea
Sophronitis coccinea là một loài lan phân bố từ Brasil đến Argentina (Misiones).